# Estadio Panamericano (Havana)
Het Estadio Panamericano (Stade Panaméricain de La Havane) is een multifunctioneel stadion in Havana, de hoofdstad van Cuba. In het stadion is plaats voor 50.000 toeschouwers.
Het stadion wordt vooral gebruikt voor atletiek, baseball- en voetbalwedstrijden, het nationale elftal van Cuba maakt wel eens gebruik van dit stadion. Het stadion werd in 1991 gebruikt voor de Pan-Amerikaanse Spelen van dat jaar. Het werd geopend in 1991. In 2008 werd het stadion gerenoveerd. Er kwam toen een kunstgrasveld te liggen, die het natuurgras verving.
In 2014 werd gemeld dat het stadion zich in slechte staat bevindt.

## Afbeeldingen

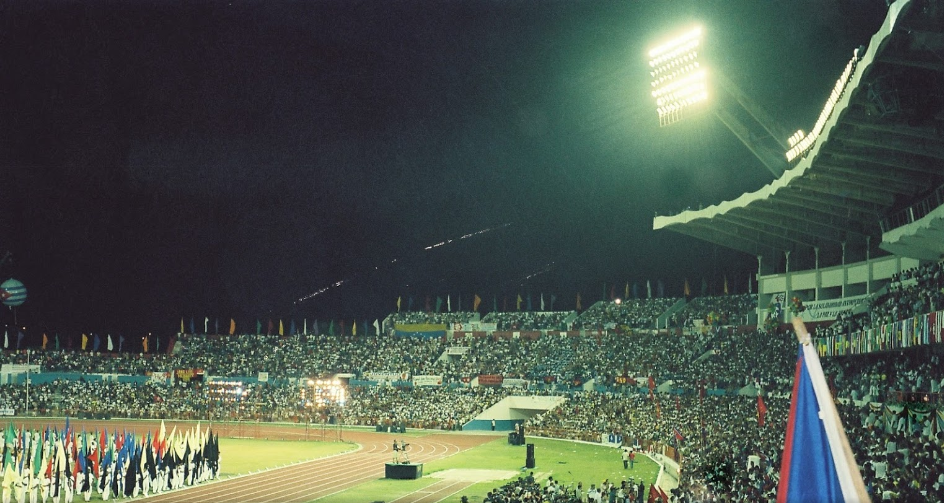
Een vol stadion (foto uit 2013).
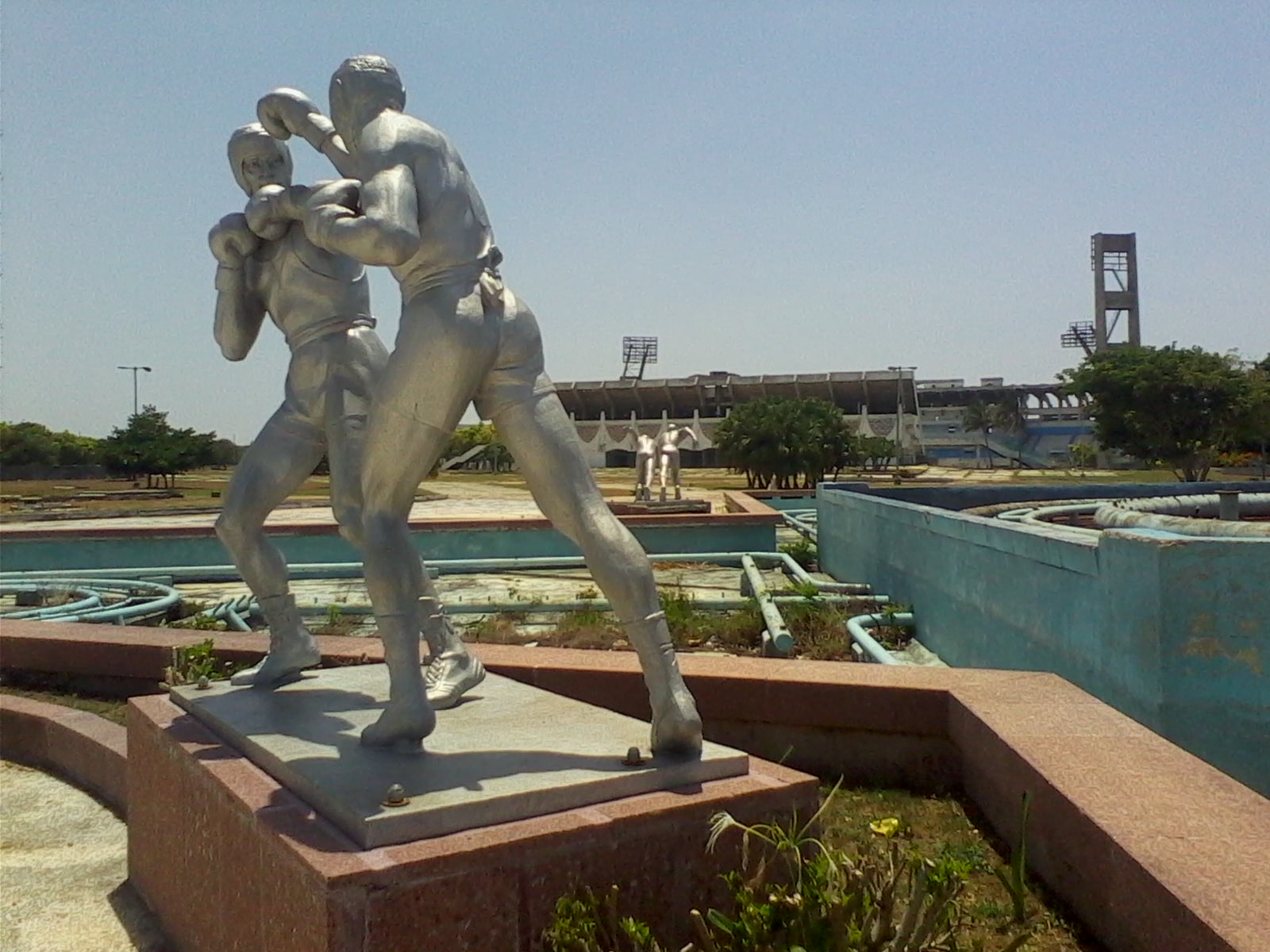
Standbeeld bij het stadion (foto uit 2014).
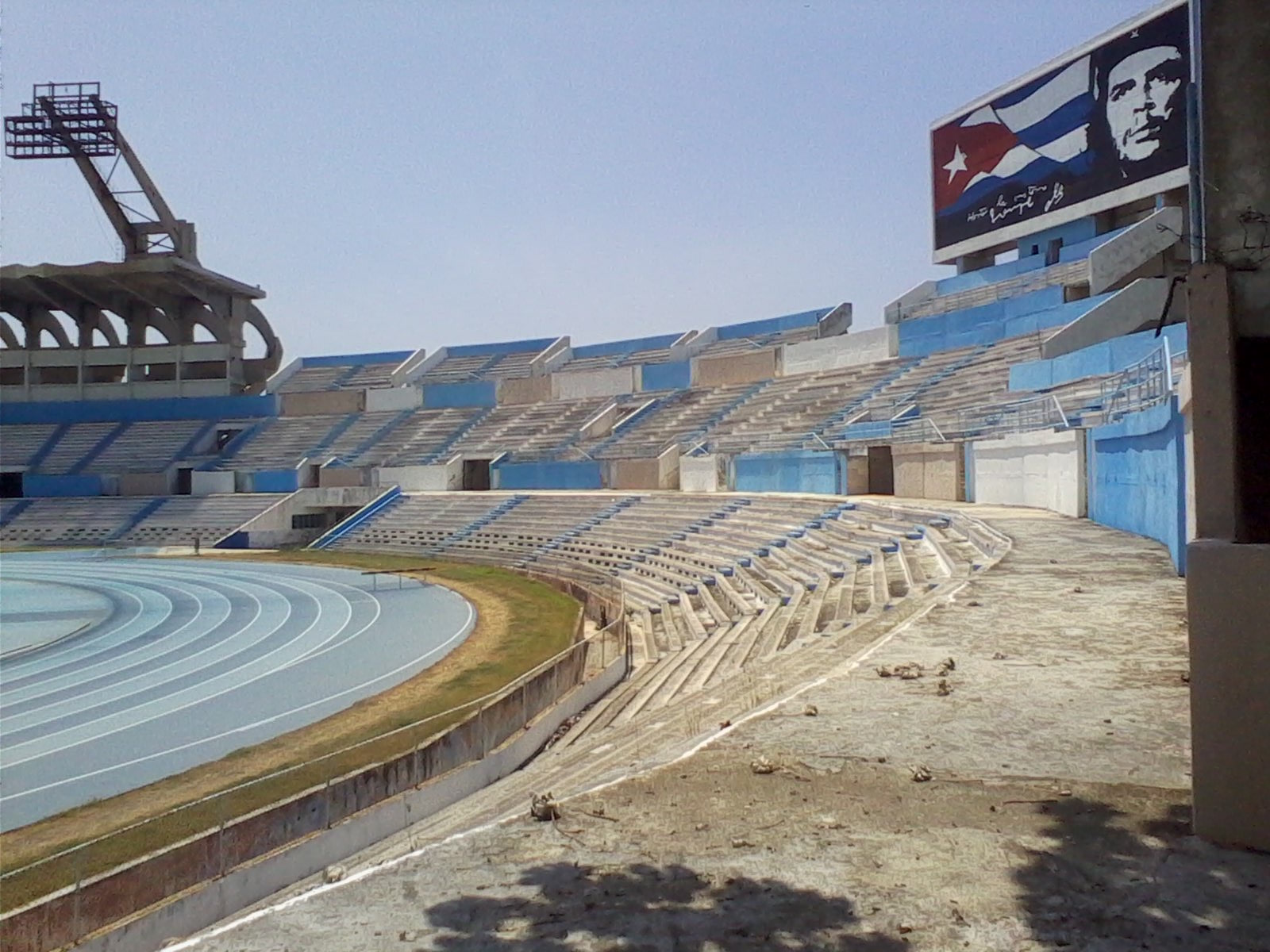
Het lege stadion, in verslechterde conditie (foto uit 2014).
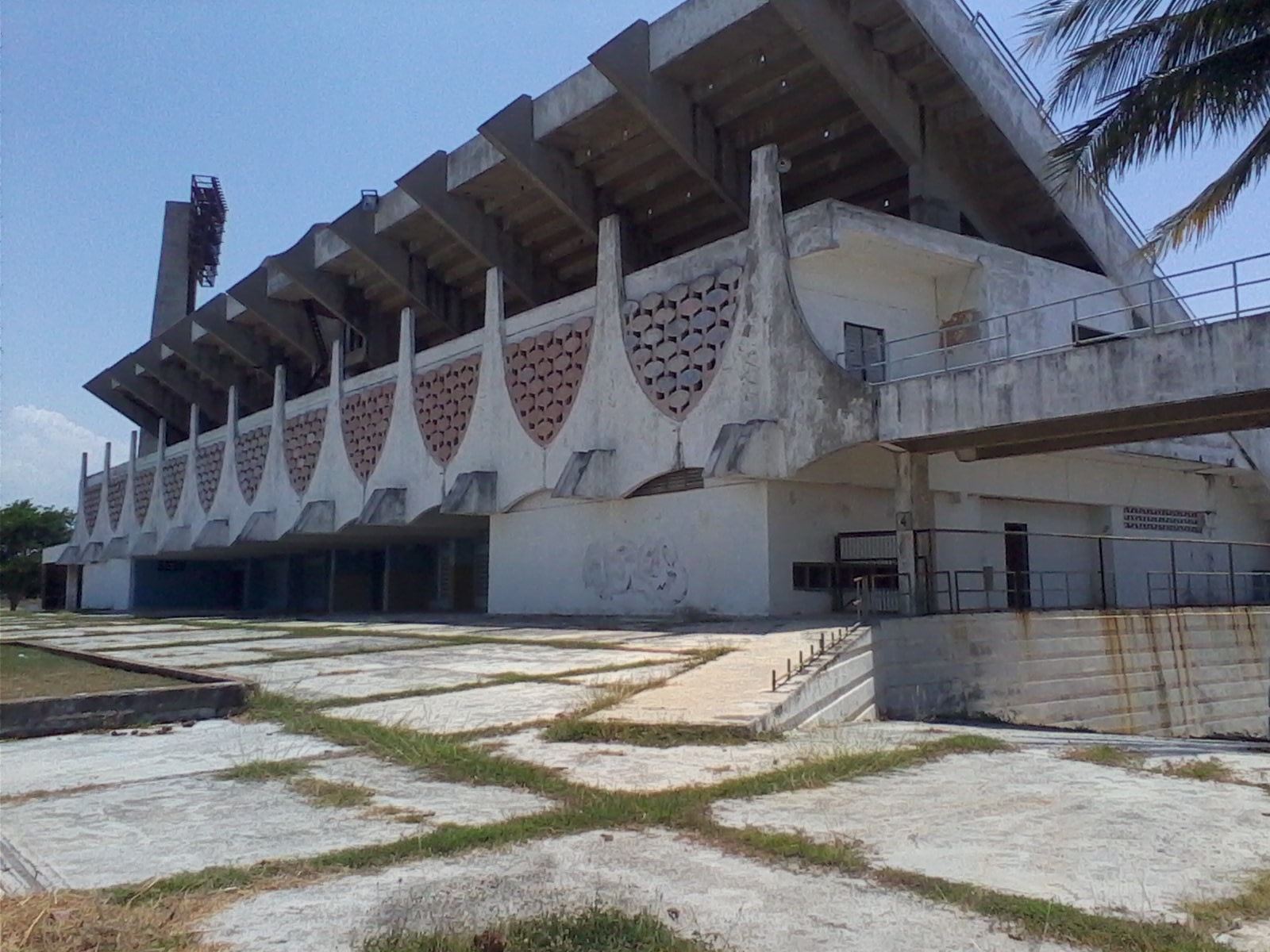
Het stadion van buitenaf (foto uit 2014).